# ハンブルク港
ハンブルク港（ハンブルクこう、ドイツ語: Hamburger Hafen）とは、ハンブルクのエルベ川沿いの河口から約100 kmに位置しているドイツ最大の港湾。大規模なコンテナターミナルを擁し欧州ではロッテルダム港、アントワープ港（英語: Port of Antwerp）に次ぐ第3の港湾である。2020年現在、海上コンテナ取扱量は世界第18位である。

## 歴史

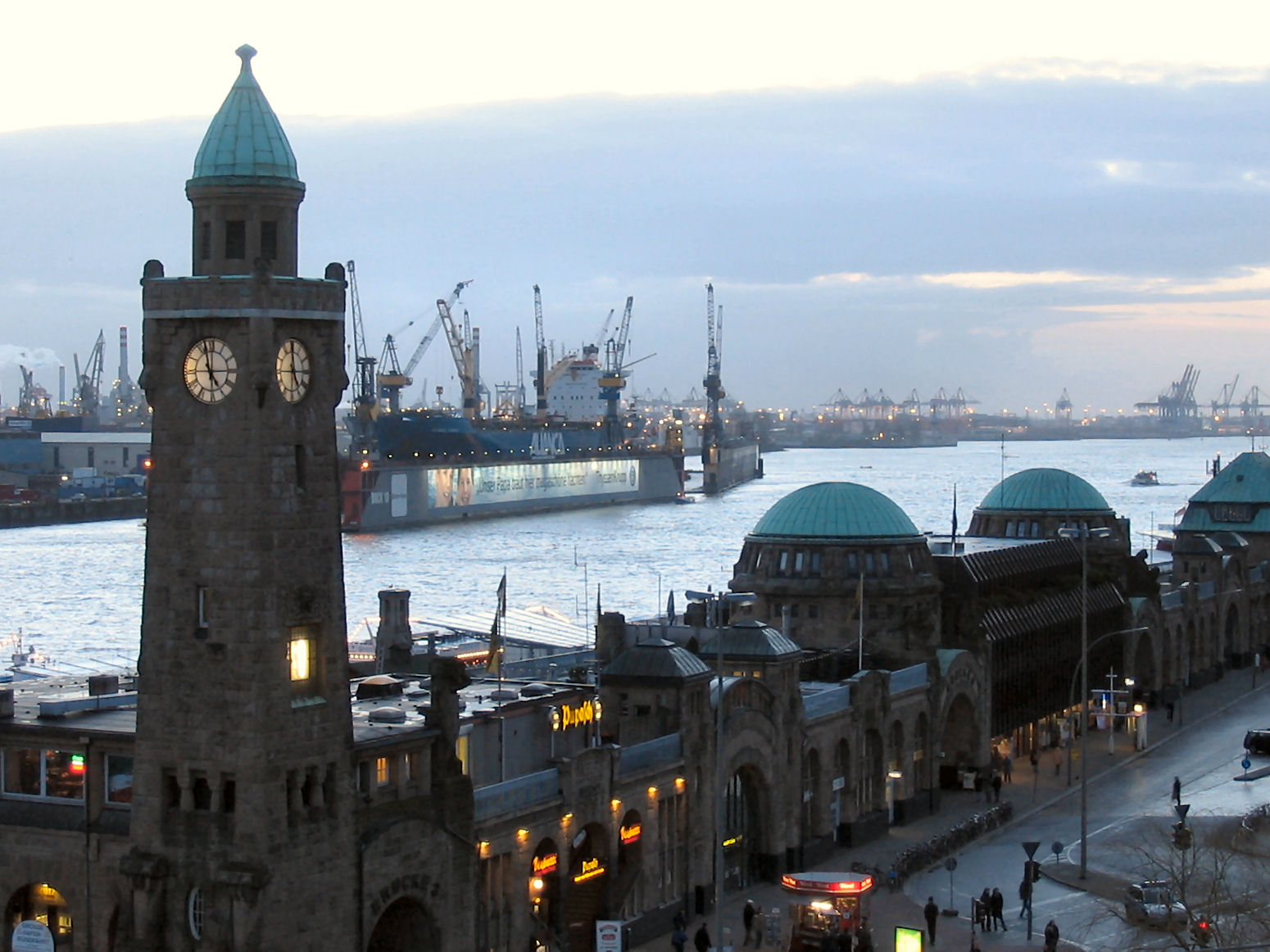
ハンブルク港

北ヨーロッパ圏で交易が盛んになった1189年5月7日に開港した。フリードリヒ1世からエルベ川での関税を徴収する特権が与えられ、中世都市の自由貿易連合体であるハンザ同盟の最も重要な北海沿岸港として、穀物、織布、毛皮、ニシン、香料、木材、金属の積替地となり発展を遂げた。アメリカ大陸の発見とアジア航路が開通した16世紀中頃以降、欧州で最も重要な貿易港となった。
19世紀後半になると世界貿易の急速な拡大にともない外航船の航行が急増したため、倉庫の貯蔵能力と港湾機能の拡充のために1881年から1888年に倉庫街が建設され、その後の二、三十年の間に港がエルベ川の対岸に拡張された。これ以降、世界最大のコーヒー・ココア・香料・絨毯の取扱港となり、キール運河が1895年に完成すると、バルト海へ短時間で出られるようになり、港の魅力はますます高まった。
第二次世界大戦では、英米軍によるハンブルク空襲でハンブルク港は完全に破壊された。戦後、ハンブルクが英国占領地区、ブレーマーハーフェンが米国占領地区とされた。現在でもその名残として、それぞれアジア・アフリカ航路、北米・南米航路が集中している。
2020年代、中国からの貨物の受け入れ量の増大を背景に、中国国営企業の中国遠洋海運集団がハンブルク港のトレロー・コンテナターミナル（CTT）へ出資することを計画。ドイツ政府内部では中国が重要なインフラへの関与することについて強い慎重論が出されたものの、既に中国は欧州の複数の港湾で独自に拠点を有しているなどの状況もあり、2022年、出資額を25%未満に制限すること、人事などの重要な決定事項に関与しないことを条件に許可することとなった。
2021年、ハンブルグ港の税関は、パラグアイから到着した海上コンテナから16トンのコカインを発見。これは欧州において過去最大となる麻薬の密輸量であったが、2023年にはハンブルク港およびオランダのロッテルダム港などで、35.5トンのコカインが押収されて記録が更新された。末端価格は約26億ユーロ（約4400億円）相当。

## コンテナターミナル

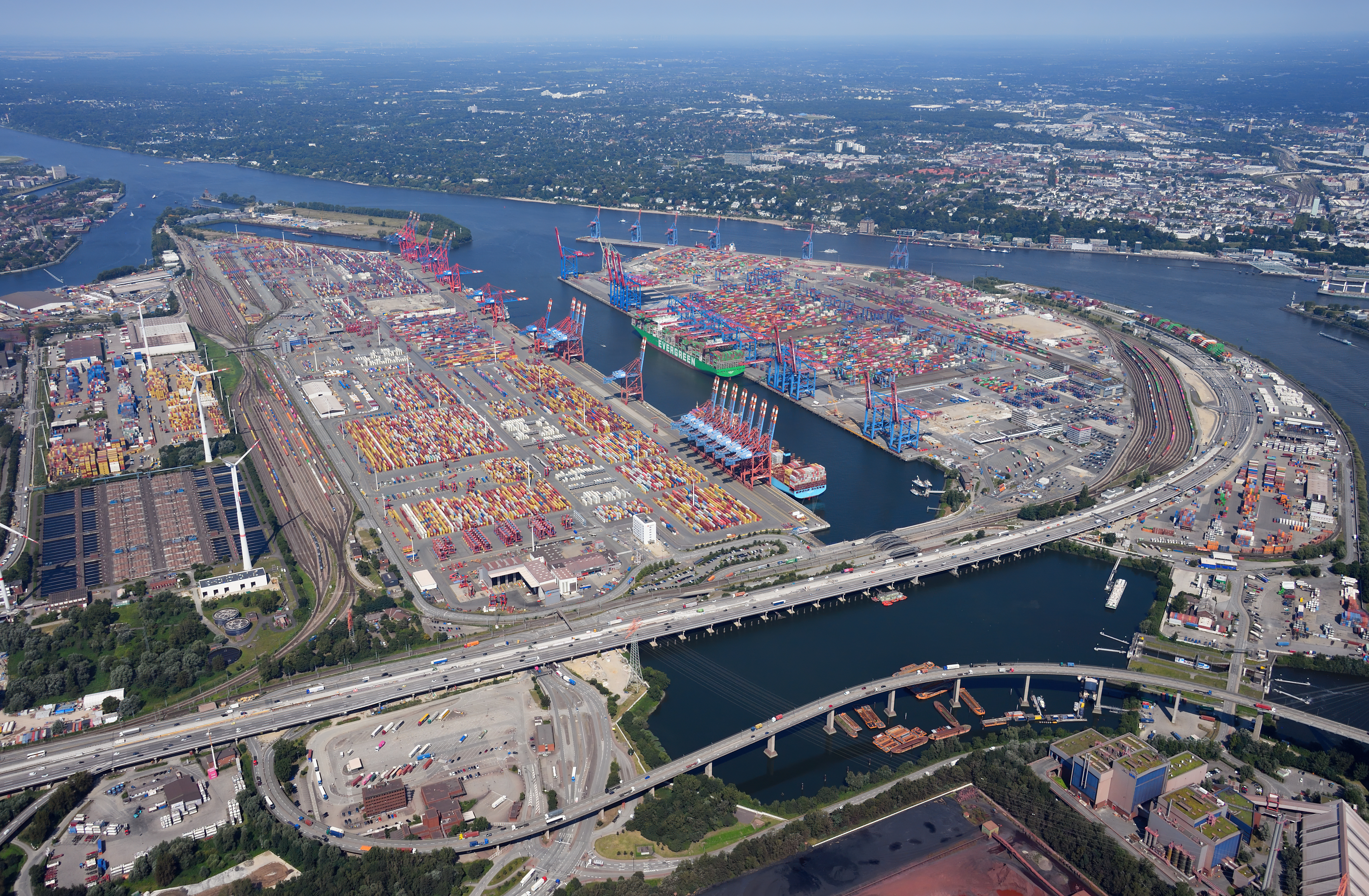
コンテナターミナル

Eurogate Container Terminal Hamburg CTH
オペレーター：Eurogate、岸壁長さ：2,050 m、面積(バース数)：140 ha(7)、水深：16.7 m、年間取扱容量(計画)：260万TEU(450万TEU)、使用会社：Maersk Sealand, The New World Alliance Hanjin, Yang Ming, MSC
HHLA Container Terminal Burchardkai CTB
オペレーター：HHLA、岸壁長さ：2,850 m、面積(バース数)：160 ha(10)、水深：16.5 m、年間取扱容量(計画)：280万TEU(520万TEU)、使用会社：Cosco, Evergreen, MISC, CMA CGM, Senator
HHLA Container Terminal Altenwerder CTA
オペレーター：HHLA、岸壁長さ：1,400 m、面積(バース数)：80 ha(4)、水深：16.7 m、年間取扱容量(計画)：240万TEU(300万TEU)、使用会社：Grand Alliance
HHLA Container Terminal Tollerort CTT
オペレーター：HHLA、岸壁長さ：995 m、面積(バース数)：40 ha(4)、水深：15.2 m、年間取扱容量(計画)：95万TEU(200万TEU)、使用会社：K Line, MSC, Yang Ming